# Saverio Guerra
Saverio Guerra (Brooklyn, 25 agosto 1964) è un attore statunitense.

## Filmografia parziale

### Cinema
- True Love, regia di Nancy Savoca (1989)
- Amore con interessi (For Love or Money), regia di Barry Sonnenfeld (1993)
- Bad Boys, regia di Michael Bay (1995)
- Sleepers, regia di Barry Levinson (1996)
- Il vincitore (The Winner), regia di Alex Cox (1996)
- S.O.S. Summer of Sam - Panico a New York (Summer of Sam), regia di Spike Lee (1999)
- Da ladro a poliziotto (Blue Streak), regia di Les Mayfield (1999)
- Sam the Man, regia di Gary Winick (2001)
- Shark Tale, registi vari (2004) - voce
- Le regole del gioco (Lucky You), regia di Curtis Hanson (2007)
- Yonkers Joe, regia di Robert Celestino (2008)

### Televisione
- Favorite Deadly Sins - film TV (1995)
- EZ Streets - 5 episodi (1996-1997)
- Temporarily Yours - 6 episodi (1997)
- Carson's Vertical Suburbia - film TV (1998)
- Buffy l'ammazzavampiri (Buffy the Vampire Slayer) - 5 episodi (1997-2000)
- Becker - 90 episodi (1998-2003)
- Detective Monk (Monk) -  episodio 4, stagione 3 (2004)
- Hemingway & Gellhorn - film TV (2012)
- Show Me a Hero - 4 episodi (2015)
- Curb Your Enthusiasm - 7 episodi (2009-2020)

## Doppiatori italiani
Nelle versioni in italiano delle opere in cui ha recitato, Chauncey Leopardi è stato doppiato da:
- Mino Caprio in Bad Boys[1]
- Luigi Rosa in Becker[2]
- Simone Mori in Da ladro a poliziotto[3]
- Fabio Boccanera in Buffy l'ammazzavampiri (st. 2)[4]
- Edoardo Nevola in Buffy l'ammazzavampiri (st. 3-4)[4]
- Roberto Draghetti in Detective Monk[5]
- Luigi Ferraro ne Le regole del gioco[6]
- Alberto Bognanni in Billions[7]